# Ferenc Kölcsey
Ferenc Kölcsey (ur. 8 sierpnia 1790 w Sződemeter, zm. 24 sierpnia 1838 w Szatmárcseke) – węgierski poeta, polityk i reformator języka, członek rzeczywisty Węgierskiej Akademii Nauk, autor hymnu Węgier.
Wyszedł ze szkoły klasycyzmu, wzorowanej na literaturze starogreckiej; był uczniem Ferenca Kazinczyego. W swojej twórczości przeszedł ewolucję – początkowo był poetą klasyczno-sentymentalnym, następnie przeszedł do romantyzmu. Doskonale znał dorobek życia umysłowego ówczesnej Europy.
Momentem przełomowym w jego karierze był rok 1817, kiedy Kölcsey stwierdził, że nadeszła pora, by swój talent przeznaczyć nie na tłumaczenie innych utworów, ale na tworzenie własnych dzieł. W 1823 r. napisał Hymn, do którego w rok później Ferenc Erkel skomponował muzykę – utwór stał się hymnem narodowym.
Inne przykładowe utwory
- oda Do wolności (1825)
- Pieśń Zrínyego (1830) – dialog przeszłości z teraźniejszością
- Do pamiętnika – epigramat o wymowie patriotycznej